# Brhlovce
Brhlovce – wieś (obec) na Słowacji położona w kraju nitrzańskim, w powiecie Levice. Pierwsze wzmianki o miejscowości pochodzą z roku 1245. 
Według danych z dnia 31 grudnia 2012, wieś zamieszkiwało 306 osób, w tym 163 kobiety i 143 mężczyzn.
W 2001 roku rozkład populacji względem narodowości i przynależności etnicznej wyglądał następująco:
- Słowacy – 98,61%
- Czesi – 0,28%
- Węgrzy – 0,28%

Ze względu na wyznawaną religię struktura mieszkańców kształtowała się w 2001 roku następująco:
- Katolicy rzymscy – 66,02%
- Grekokatolicy – 0,84%
- Ewangelicy – 21,73%
- Ateiści – 9,47%
- Nie podano – 1,67%